# Sveriges Television
 Der er for få eller ingen kildehenvisninger i denne artikel, hvilket er et problem. Du kan hjælpe ved at angive troværdige kilder til de påstande, som fremføres i artiklen.

Sveriges Television (SVT) er den nationale public service-udbyder af tv i Sverige. Kanalerne SVT 1 og SVT 2 er landets ubestridt største tv-stationer med en markedsandel på 36,4%. 
Sveriges Television blev dannet i 1979, da tv-aktiviteterne blev udskilt fra Sveriges Radio. Fra de første udsendelser i 1956 til TV4 fik premiere i 1992 havde SVT monopol på at udsende tv via det jordbaserede sendenet i Sverige. Allerede i 1987 fik kanalen imidlertid konkurrence i form af TV3.

## Kanaler
- SVT 1
- SVT 1 HD
- SVT 2
- SVT 2 HD
- SVT Barnkanalen
- Kunskapskanalen
- SVT 24
- SVT Europa
- SVT HD